# Eliminacje do Mistrzostw Europy w Piłce Nożnej 2008/Grupa F
27 stycznia 2006 odbyło się losowanie grup eliminacyjnych Euro 2008. 50 zespołów narodowych, które biorą udział w tych rozgrywkach zostało podzielonych przez UEFA na sześć koszyków po siedem drużyn oraz jeden, w którym jest ośmiu uczestników. Do grupy F zostały rozlosowane następujące drużyny:
- Hiszpania
- Szwecja
- Dania
- Irlandia Północna
- Islandia
- Łotwa
- Liechtenstein

Eliminacje w grupie F rozpoczęły się 2 września 2006 i trwały do 21 listopada 2007.

## Tabela
| Drużyna           | Pkt | M  | Z | R | P | Br+ | Br- | +/- |
| ----------------- | --- | -- | - | - | - | --- | --- | --- |
| Hiszpania         | 28  | 12 | 9 | 1 | 2 | 23  | 8   | +15 |
| Szwecja           | 26  | 12 | 8 | 2 | 2 | 23  | 9   | +14 |
| Irlandia Północna | 20  | 12 | 6 | 2 | 4 | 17  | 14  | +3  |
| Dania             | 20  | 12 | 6 | 2 | 4 | 21  | 11  | +10 |
| Łotwa             | 12  | 12 | 4 | 0 | 8 | 15  | 17  | -2  |
| Islandia          | 8   | 12 | 2 | 2 | 8 | 10  | 27  | -17 |
| Liechtenstein     | 7   | 12 | 2 | 1 | 9 | 9   | 32  | -23 |

Uwagi:
Do finałów ME 2008 awansowały:
- Hiszpania
- Szwecja

Bez awansu pozostały:
- Irlandia Północna
- Dania
- Łotwa
- Islandia
- Liechtenstein

## Wyniki
| 2 września 2006 15:00 CET | Irlandia Północna | 0:3(0:3)en | Islandia · Gunnar Heiðar Þorvaldsson 13' (k) · Hermann Hreiðarsson 20' · Eiður Guðjohnsen 37' | Windsor Park, Belfast · Widzów: 14 500 · Sędzia: Tommy Skjerven ( Norwegia) |
|                           |                   |            |                                                                                               |                                                                             |

| 2 września 2006 19:00 CET | Łotwa | 0:1(0:1)en | Szwecja · Kim Källström 38' | Stadion Skonto, Ryga · Widzów: 7 500 · Sędzia: Darko Seferin ( Słowenia |
|                           |       |            |                             |                                                                         |

| 2 września 2006 22:00 CET | Hiszpania · Fernando Torres 20' · David Villa 45' 62' · Luis Garcia 66' | 4:0(2:0)en | Liechtenstein | Estadio Nuevo Vivero, Badajoz · Widzów: 4 876 · Sędzia: Ljubomir Krstevski ( Macedonia Północna) |
|                           |                                                                         |            |               |                                                                                                  |

| 6 września 2006 19:30 CET | Szwecja · Marcus Allbäck 2' 69' · Markus Rosenberg 89' | 3:1(1:1)en | Liechtenstein · Mario Frick 27' | Ullevi, Göteborg · Widzów: 17 735 · Sędzia: Veaceslav Banari ( Mołdawia) |
|                           |                                                        |            |                                 |                                                                          |

| 6 września 2006 20:05 CET | Islandia | 0:2(0:2)en | Dania · Dennis Rommedahl 5' · Jon Dahl Tomasson 33' | Laugardalsvöllur, Reykjavík · Widzów: 10 007 · Sędzia: Nikołaj Iwanow ( Rosja) |
|                           |          |            |                                                     |                                                                                |

| 6 września 2006 21:15 CET | Irlandia Północna · David Healy 20' 65' 80' | 3:2(1:1)en | Hiszpania · Xavi 14' · David Villa 52' | Windsor Park, Belfast · Widzów: 14 500 · Sędzia: Frank De Bleeckere ( Belgia) |
|                           |                                             |            |                                        |                                                                               |

| 7 października 2006 20:00 CET | Dania | 0:0(0:0)en | Irlandia Północna | Parken, Kopenhaga · Widzów: 41 482 · Sędzia: Konrad Plautz ( Austria) |
|                               |       |            |                   |                                                                       |

| 7 października 2006 20:00 CET | Łotwa · Ģirts Karlsons 17' · Māris Verpakovskis 18' 28' · Aleksejs Višņakovs 54' | 4:0(3:0)en | Islandia | Stadion Skonto, Ryga · Widzów: 7 500 · Sędzia: Alan Kelly ( Irlandia) |
|                               |                                                                                  |            |          |                                                                       |

| 7 października 2006 20:00 CET | Szwecja · Johan Elmander 10' · Marcus Allbäck 82' | 2:0(1:0)en | Hiszpania | Råsundastadion, Solna · Widzów: 33 056 · Sędzia: Stephen Bennett ( Anglia) |
|                               |                                                   |            |           |                                                                            |

| 11 października 2006 20:05 CET | Islandia · Arnar Viðarsson 6' | 1:2(1:1)en | Szwecja · Kim Källström 8' · Christian Wilhelmsson 59' | Laugardalsvöllur, Reykjavík · Widzów: 10 000 · Sędzia: Grzegorz Gilewski ( Polska) |
|                                |                               |            |                                                        |                                                                                    |

| 11 października 2006 20:15 CET | Liechtenstein | 0:4(2:0)en | Dania · Daniel Jensen 29' · Michael Gravgaard 32' · Jon Dahl Tomasson 51' 64' | Rheinpark Stadion, Vaduz · Widzów: 2 400 · Sędzia: Ceri Richards ( Walia) |
|                                |               |            |                                                                               |                                                                           |

| 11 października 2006 21:00 CET | Irlandia Północna · David Healy 35' | 1:0(1:0)en | Łotwa | Windsor Park, Belfast · Widzów: 14 500 · Sędzia: Helmut Fleischer ( Niemcy) |
|                                |                                     |            |       |                                                                             |

| 24 marca 2007 20:15 CET | Liechtenstein · Franz Burgmeier 90+1' | 1:4(0:0)en | Irlandia Północna · David Healy 52' 75' 83' · Grant McCann 90+2' | Rheinpark Stadion, Vaduz · Widzów: · Sędzia: · Widzów: 4 340 · Sędzia: Ołeh Oriechow ( Ukraina) |
|                         |                                       |            |                                                                  |                                                                                                 |

| 24 marca 2007 22:00 CET | Hiszpania · Fernando Morientes 34' · David Villa 45+1' | 2:1(2:0)en | Dania · Michael Gravgaard 49' | Estadio Santiago Bernabéu, Madryt · Widzów: 75 000 · Sędzia: Massimo Busacca ( Szwajcaria) |
|                         |                                                        |            |                               |                                                                                            |

| 28 marca 2007 19:30 CET | Liechtenstein · Mario Frick 17' | 1:0(1:0)en | Łotwa | Rheinpark Stadion, Vaduz · Widzów: 1 680 · Sędzia: Serge Gumienny ( Belgia) |
|                         |                                 |            |       |                                                                             |

| 28 marca 2007 20:45 CET | Irlandia Północna · David Healy 31' 58' | 2:1(1:1)en | Szwecja · Johan Elmander 26' | Windsor Park, Belfast · Widzów: 14 500 · Sędzia: Eric Braamhaar ( Holandia) |
|                         |                                         |            |                              |                                                                             |

| 28 marca 2007 22:00 CET | Hiszpania · Andrés Iniesta 80' | 1:0(0:0)en | Islandia | ONO Estadi, Palma de Mallorca · Widzów: 20 000 · Sędzia: Laurent Duhamel ( Francja) |
|                         |                                |            |          |                                                                                     |

| 2 czerwca 2007 18:00 CET | Islandia · Brynjar Gunnarsson 27' | 1:1(1:0)en | Liechtenstein · Raphael Rohrer 69' | Laugardalsvöllur, Reykjavík · Widzów: 5 139 · Sędzia: Sten Kaldma ( Estonia) |
|                          |                                   |            |                                    |                                                                              |

| 2 czerwca 2007 20:00 CET | Dania · Daniel Agger 34' · Jon Dahl Tomasson 62' · Leon Andreasen 75' | 0:3 wo.(1:3)en | Szwecja · Johan Elmander 7' 26' · Petter Hansson 23' | Parken, Kopenhaga · Widzów: 42 083 · Sędzia: Herbert Fandel ( Niemcy) |
|                          |                                                                       |                |                                                      |                                                                       |

| 2 czerwca 2007 20:30 CET | Łotwa | 0:2(0:1)en | Hiszpania · David Villa 45' · Xavi 60' | Stadion Skonto, Ryga · Widzów: 10 000 · Sędzia: Craig Thomson ( Szkocja) |
|                          |       |            |                                        |                                                                          |

| 6 czerwca 2007 20:15 CET | Szwecja · Marcus Allbäck 11' 51' · Anders Svensson 42' · Olof Mellberg 45' · Markus Rosenberg 50' | 5:0(3:0)en | Islandia | Råsundastadion, Solna · Widzów: 33 338 · Sędzia: Alain Hamer ( Luksemburg) |
|                          |                                                                                                   |            |          |                                                                            |

| 6 czerwca 2007 20:30 CET | Liechtenstein | 0:2(0:2)en | Hiszpania · David Villa 8' 14' | Rheinpark Stadion, Vaduz · Widzów: 5 739 · Sędzia: Nikołaj Iwanow ( Rosja) |
|                          |               |            |                                |                                                                            |

| 6 czerwca 2007 20:30 CET | Łotwa | 0:2(0:2)en | Dania · Dennis Rommedahl 15' 17' | Stadion Skonto, Ryga · Widzów: 7 500 · Sędzia: Matteo Trefoloni ( Włochy) |
|                          |       |            |                                  |                                                                           |

| 22 sierpnia 2007 20:45 CET | Irlandia Północna · David Healy 5' 35' · Kyle Lafferty 56' | 3:1(2:0)en | Liechtenstein · Mario Frick 89' | Windsor Park, Belfast · Widzów: 20 332 · Sędzia: Radek Matějek ( Czechy) |
|                            |                                                            |            |                                 |                                                                          |

| 8 września 2007 18:15 CET | Łotwa · Baird 56' (sam) | 1:0(0:0)en | Irlandia Północna | Stadion Skonto, Ryga · Sędzia: Proença ( Portugalia) |
|                           |                         |            |                   |                                                      |

| 8 września 2007 20:30 CET | Szwecja | 0:0(0:0)en | Dania | Råsundastadion, Solna · Sędzia: De Bleeckere ( Belgia) |
|                           |         |            |       |                                                        |

| 8 września 2007 22:00 CET | Islandia · Hallfreðsson 40' | 1:1(1:0)en | Hiszpania · Iniesta 86' | Laugardalsvöllur, Reykjavík · Sędzia: Stark ( Niemcy) |
|                           |                             |            |                         |                                                       |

| 12 września 2007 20:00 CET | Dania · Nordstrand 3' 36' · Laursen 12' · Tomasson 18' | 4:0(4:0)en | Liechtenstein | Atletion, Aarhus · Widzów: 20 005 · Sędzia: Clattenburg ( Anglia) |
|                            |                                                        |            |               |                                                                   |

| 12 września 2007 20:05 CET | Islandia · Björnsson 6' · Gillespie 90+1' (sam) | 2:1(1:0)en | Irlandia Północna · Healy 72' (k) | Laugardalsvöllur, Reykjavík · Widzów: 2 500 · Sędzia: Baskakow ( Rosja) |
|                            |                                                 |            |                                   |                                                                         |

| 12 września 2007 22:00 CET | Hiszpania · Xavi 13' · Torres 86' | 2:0(1:0)en | Łotwa | Estadio Nuevo Carlos Tartiere, Oviedo · Widzów: 25 000 · Sędzia: Yefet ( Izrael) |
|                            |                                   |            |       |                                                                                  |

| 13 października 2007 | Liechtenstein | 0:3(0:2)en | Szwecja · Ljungberg 19' · Wilhelmsson 29' · Svensson 56' | Rheinpark Stadion, Vaduz · Sędzia: Paolo Dondarini ( Włochy) |
|                      |               |            |                                                          |                                                              |

| 13 października 2007 | Islandia · Guðjohnsen 4' 52' | 2:4(1:3)en | Łotwa · Kļava 27' · Laizāns 31' · Verpakovskis 37' 46' | Laugardalsvöllur, Reykjavík · Sędzia: Michael Leslie Dean ( Anglia) |
|                      |                              |            |                                                        |                                                                     |

| 13 października 2007 20:00 CET | Dania · Tomasson 87' | 1:3(0:2)en | Hiszpania · Tamudo 14' · Sergio Ramos 40' · Riera 89' | Parken, Kopenhaga · Sędzia: Ľuboš Micheľ ( Słowacja) |
|                                |                      |            |                                                       |                                                      |

| 17 października 2007 | Szwecja · Melberg 15' | 1:1(1:0)en | Irlandia Północna · Lafferty 72' | Råsundastadion · Sędzia: Bertrand Layec ( Francja) |
|                      |                       |            |                                  |                                                    |

| 17 października 2007 | Liechtenstein · Frick 27' · Beck 80' 83' | 3:0(1:0)en | Islandia | Rheinpark Stadion, Vaduz · Sędzia: Christoforos Zografos ( Grecja) |
|                      |                                          |            |          |                                                                    |

| 17 października 2007 20:00 CET | Dania · Tomasson 7' (k.) · Laursen 27' · Rommedahl 89' | 3:1(2:0)en | Łotwa · Gorkšs 80' | Parken, Kopenhaga · Sędzia: Cüneyt Çakır, ( Turcja) |
|                                |                                                        |            |                    |                                                     |

| 17 listopada 2007 17:00 CET | Łotwa · Karlsons 14' · Verpakovskis 30' · Laizāns 63' · Višņakovs 87' | 4:1(2:1)en | Liechtenstein · Zirnis 13' (sam.) | Stadion Skonto, Ryga · Sędzia: Svein Oddvar Moen ( Norwegia) |
|                             |                                                                       |            |                                   |                                                              |

| 17 listopada 2007 20:45 CET | Irlandia Północna · Feeney 62' · Healy 80' | 2:1(0:1)en | Dania · Bendtner 51' | Windsor Park, Belfast · Sędzia: Pieter Vink ( Holandia) |
|                             |                                            |            |                      |                                                         |

| 17 listopada 2007 22:00 CET | Hiszpania · Capdevila 14' · Iniesta 34' · Sergio Ramos 65' | 3:0(2:0)en | Szwecja | Santiago Bernabéu, Madryt · Sędzia: Roberto Rosetti ( Włochy) |
|                             |                                                            |            |         |                                                               |

| 21 listopada 2007 20:00 CET | Hiszpania · Xavi 52' | 1:0(0:0)en | Irlandia Północna | Gran Canaria, Las Palmas de Gran Canaria · Sędzia: Herbert Fandel ( Niemcy) |
|                             |                      |            |                   |                                                                             |

| 21 listopada 2007 20:00 CET | Szwecja · Allbäck 1' · Källström 57' | 2:1(1:1)en | Łotwa · Laizāns 26' | Råsundastadion, Solna · Sędzia: Wolfgang Stark ( Niemcy) |
|                             |                                      |            |                     |                                                          |

| 21 listopada 2007 20:00 CET | Dania · Bendtner 35' · Tomasson 44' · Kahlenberg 59' | 3:0(2:0)en | Islandia | Parken, Kopenhaga · Sędzia: Olegário Benquerença ( Portugalia) |
|                             |                                                      |            |          |                                                                |